# Baybach
Der Baybach ist ein knapp 30 km langer rechter Nebenfluss der Mosel in Rheinland-Pfalz.

## Name
Der Fluss wird schon 820 erstmals urkundlich erwähnt. In dieser Urkunde wird er als uuesterbeia (westlicher Bayerbach) bezeichnet. Der Name leitet sich wahrscheinlich von gallisch *bāgiā 'Buchenwald' ab. Ein gleichnamiger Fluss mündet links zum Rhein.

## Geographie

### Verlauf

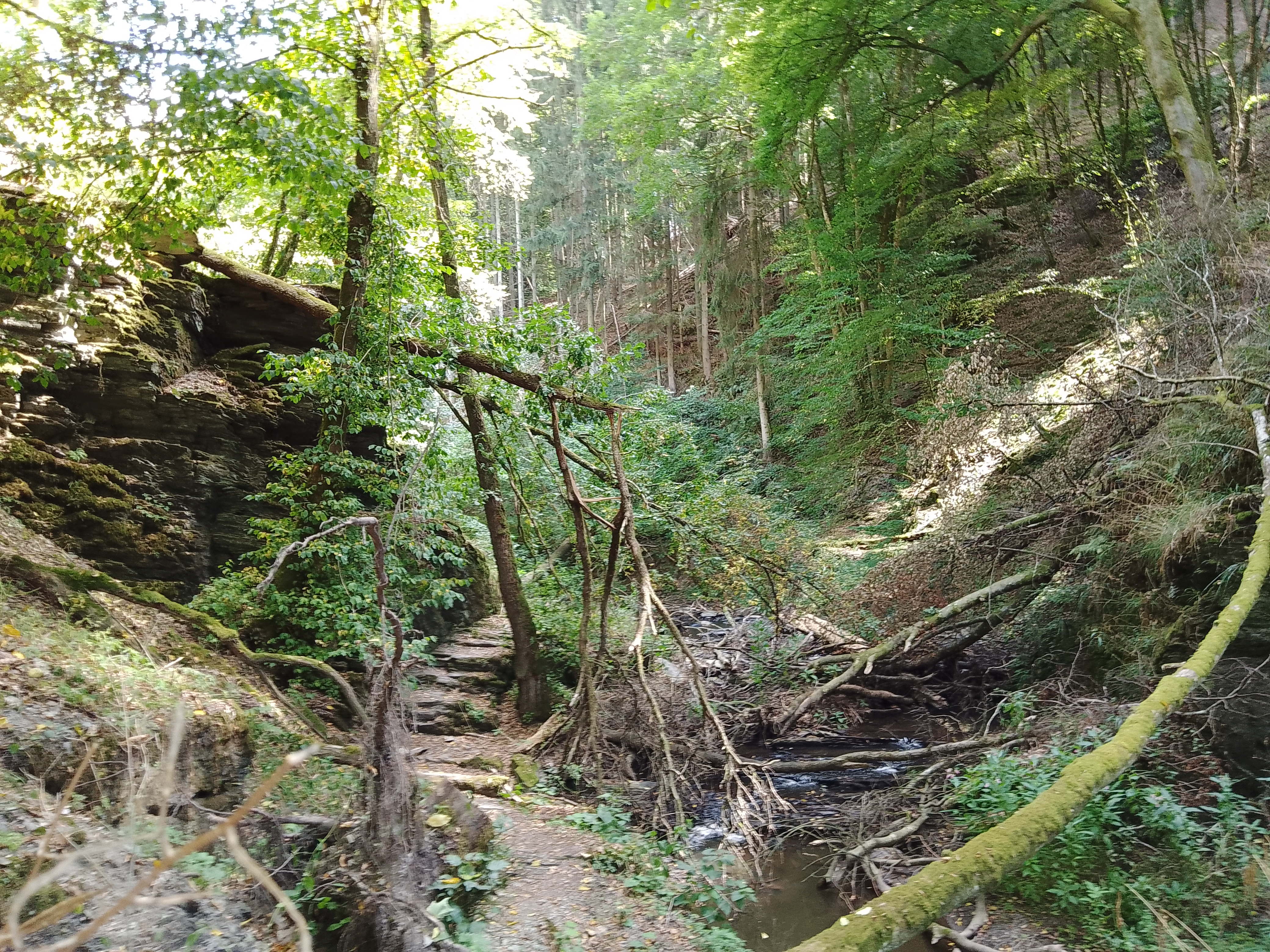
Felsen in der Baybachklamm, zwischen Sevenicher Bauernmühle und Frankenberger Bach

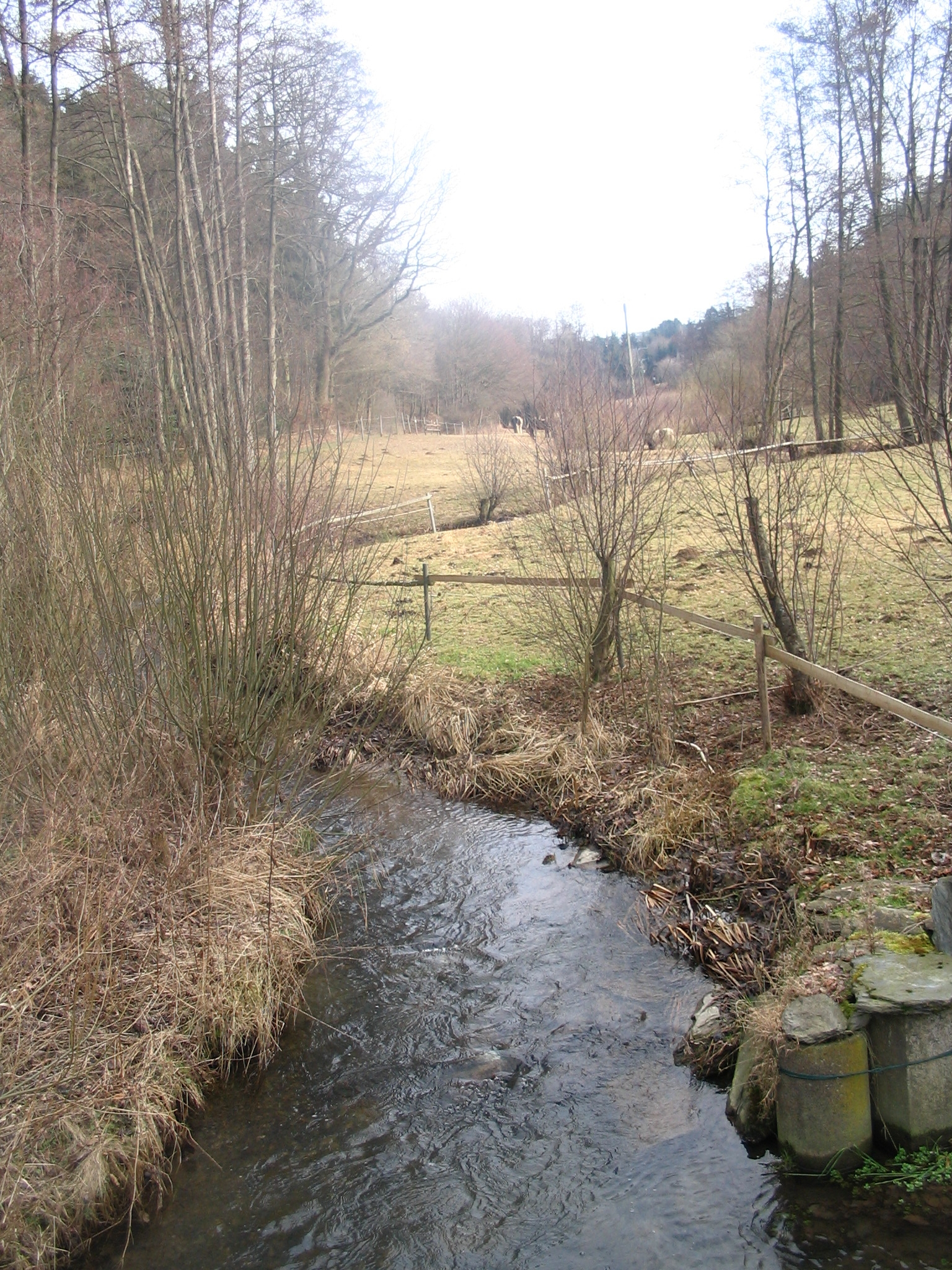
Baybach im Hunsrück

Die Quellbäche des Baybachs entspringen in etwa 500 m Höhe im Hunsrück südwestlich der Gemeinde Hausbay im Distrikt Kelsit. In der örtlichen Redeweise wird dagegen erst mit dem Zufluss des Lingerhahner Bachs in der Ortsmitte vom Baybach gesprochen.
Im Oberlauf fließt der Bach durch eine Talsenke und quert bei Schloß Reifenthal die Hunsrückhöhenstraße. Der weitere Verlauf führt in zahlreichen Windungen durch ein schluchtartiges Tal. Im Mittellauf nahe der Burg Waldeck verengt sich das Tal zu einer Klamm.
In Burgen mündet schließlich der Baybach auf einer Höhe von etwa 75 m von rechts und zuletzt aus dem Süden kommend in die aus dem Südwesten heranziehende Mosel.
Der ungefähr 30 km lange Lauf des Baybachs endet ungefähr 379 Höhenmeter unterhalb seiner Quelle, er hat somit ein mittleres Sohlgefälle von etwa 13 ‰.

### Einzugsgebiet
Das 106,8 km² große Einzugsgebiet des Baybachs erstreckt sich vom Hunsrück bis zum Unteren Moseltal und wird durch ihn über die Mosel und den Rhein zur Nordsee entwässert.
Es grenzt
- im Nordosten an das Einzugsgebiet des Ehrbachs, der in die Mosel mündet;
- im Osten an das des Gründelbachs, der in den Rhein mündet;
- im Südosten an das des Niederbachs, der ebenfalls ein Zufluss des Rheins ist;
- im Süden an das des Simmerbach, der über die Nahe in den Rhein entwässert;
- im Südwesten  an das des Dünnbachs, der über den Flaumbach in die Mosel entwässert und
- im Westen an das des Lützbachs, der auch in die Mosel mündet.

Sein Tal und die Täler seiner Zuflüsse sind zum großen Teil bewaldet, außerhalb der Täler überwiegen landwirtschaftliche Nutzflächen und Siedlungen.
Die höchste Erhebung ist der Kümperich mit einer Höhe von 503,2 m im Südwesten des Einzugsgebiets.

### Zuflüsse
| Name                             | GKZ       | Lage   | Länge in km | EZG in km² |
| -------------------------------- | --------- | ------ | ----------- | ---------- |
| (Bach vom) Wiesenquell           | 2698-112  | links0 | 000,5000    | 0000,720   |
| (Bach von der Streuobstwiese)    | 2698-114  | rechts | 001,2000    | 0000,870   |
| (Bach von der Bornwiese)         | 2698-115  | rechts | 000,7000    | 0000,260   |
| Lingerhahner Bach                | 2698-12   | rechts | 002,1000    | 0003,880   |
| Sayenbach                        | 2698-132  | links0 | 001,0000    | 0000,480   |
| Weyerbach                        | 2698-14   | rechts | 002,6000    | 0007,720   |
| (Graben vom alten Schuttplatz)   | 2698-1912 | rechts | 000,2000    | 0000,210   |
| Lohbachsgraben                   | 2698-192  | rechts | 000,2000    | 0000,230   |
| Niederter Bächelchen             | 2698-194  | links0 | 000,8000    | 0000,640   |
| Großwiesbach                     | 2698-2    | rechts | 003,1000    | 0008,000   |
| Niedertgraben                    | 2698-3112 | links0 | 000,4000    | 0000,800   |
| Sauerbornsbächelchen             | 2698-32   | rechts | 002,2000    | 0002,390   |
| Thörlinger Bach                  | 2698-3312 | links0 | 000,4000    | 0000,470   |
| Eichelsbach                      | 2698-332  | rechts | 001,5000    | 0001,890   |
| Hergesterbach                    | 2698-334  | rechts | 001,6000    | 0001,200   |
| Gemarkungsgraben                 | 2698-3394 | rechts | 000,7000    | 0000,340   |
| Bickenbach                       | 2698-34   | links0 | 003,8000    | 0003,480   |
| Mohrensumpfenbach                | 2698-396  | rechts | 001,6000    | 0001,090   |
| Sasselbach                       | 2698-4    | links0 | 005,2000    | 0007,200   |
| Bergwerksgraben                  | 2698-512  | rechts | 000,2000    | 0000,190   |
| Brühlbach                        | 2698-514  | links0 | 000,7000    | 0000,420   |
| Mühlenbach                       | 2698-52   | rechts | 003,0000    | 0004,940   |
| Mannesbach                       | 2698-532  | rechts | 000,8000    | 0000,600   |
| Frankweiler Bach                 | 2698-54   | links0 | 003,1000    | 0003,810   |
| Krähwieser Bach                  | 2698-552  | rechts | 000,7000    | 0000,400   |
| Buchbach                         | 2698-56   | links0 | 002,2000    | 0004,500   |
| Kleiner Graben                   | 2698-572  | rechts | 000,1000    | 0000,200   |
| Wolfsgraben                      | 2698-58   | rechts | 002,2000    | 0002,420   |
| Helmersbach/Weidscheidbach       | 2698-592  | links0 | 001,8000    | 0002,420   |
| (Bach von Eichstiebel)           | 2698-6    | rechts | 001,7000    | 0003,230   |
| Kerngraben                       | 2698-712  | rechts | 000,6000    | 0000,520   |
| Felsengraben                     | 2698-7132 | rechts | 000,2000    | 0000,130   |
| Geblersgraben                    | 2698-714  | rechts | 000,7000    | 0000,660   |
| Eichwiesgraben                   | 2698-716  | rechts | 001,0000    | 0000,660   |
| Eveshauser Bach                  | 2698-72   | links0 | 003,6000    | 0007,380   |
| Veitsgraben                      | 2698-732  | rechts | 001,8000    | 0001,140   |
| Großer Ackerbach/Morshauser Bach | 2698-734  | rechts | 001,7000    | 0000,950   |
| Rauhbach/Morshausener Bach       | 2698-74   | rechts | 001,8000    | 0001,050   |
| Wingertsgraben                   | 2698-792  | links0 | 001,7000    | 0001,170   |
| Zechengraben                     | 2698-7992 | rechts | 002,1000    | 0001,800   |
| Ortseifen/Ortsbach               | 2698-8    | links0 | 003,6000    | 0004,030   |
| Kaweloch                         | 2698-912  | rechts | 001,4000    | 0001,080   |

Anmerkungen zur Tabelle
1. ↑  Gewässerkennzahl, in Deutschland die amtliche Fließgewässerkennziffer mit zur besseren Lesbarkeit eingefügtem Trenner hinter dem Präfix, das einheitlich für den allen gemeinsamen Vorfluter Baybach steht.

## Flora und Fauna
Ober- und Unterlauf fließen durch extensiv genutzte Talwiesen. Am Ufer stehen vor allem Weiden und Erlen, die heute kaum noch wirtschaftlich genutzt werden. Im mittleren Bereich grenzen einzelne Felsen, ansonsten mit Eichen und Hainbuchen bewaldete Hänge direkt an den Bach. Zur reichhaltigen Pflanzenvielfalt gehören hier Mittlerer Lerchensporn, Hohler Lerchensporn, Hirschzunge, die Stinkende Nieswurz und der Dornige Schildfarn.
Graureiher und Stockenten sind die häufigsten Wasservögel im Bachtal.

## Wirtschaft

### Wasserkraft
Die Wasserkraft des Baybaches wurde genutzt, um Wassermühlen zu betreiben. Von den ursprünglich 26 Getreide-, Öl-, Säge- und Wollmühlen sind einige bereits verfallen, manche noch bewohnt bzw. bewirtschaftet, andere werden privat als Wochenenddomizil genutzt.
- Ostersmühle (zu Mühlpfad)
- Kehlenmühle (zu Mühlpfad)
- Schlossmühle in Reifenthal
- Niederter Mühle (zu Leiningen, Ortsteil Schloss Reifenthal)
- Layenmühle (zu Schwall)
- Schwaller Mühle
- Niederter Bauernmühle
- Strieders Mühle, früher auch Thörlinger Bauernmühle
- Sohns Mühle, früher auch Basselscheider Bauernmühle
- Peterchesmühle, früher auch Linkmühle oder Linkemühle
- Schultheiser Mühle
- Sonntagsmühle oder Strödersmühle
- Wollmühle
- Sevenicher Bauernmühle (zu Sevenich)
- Sevenicher Ölmühle (zu Sevenich)
- Weins-Antone- oder Reitzenmühle
- Kneipenmühle
- Weinsmühle
- Heyweilerer Bauernmühle (zu Heyweiler)
- Schmausemühle (zu Gondershausen)
- Waldeckermühle (zu Burg Waldeck)
- Neumühle
- Gastemühle
- Franzenmühle
- Mohrenmühle

### Bergbau und Kriegszeit
In einigen Stollen wurde Bleierz und Schiefer gewonnen. In den Höhlen und alten Stollen suchten die Bewohner während der Bombenangriffe des Zweiten Weltkriegs Schutz. Auch versteckte sich hier zeitweise der aus der Gestapohaft ausgebrochene Peter Zeutzheim, dem es gelang, sich in den umliegenden Wäldern mit Unterstützung der Bevölkerung bis Kriegsende verborgen zu halten.

### Tourismus

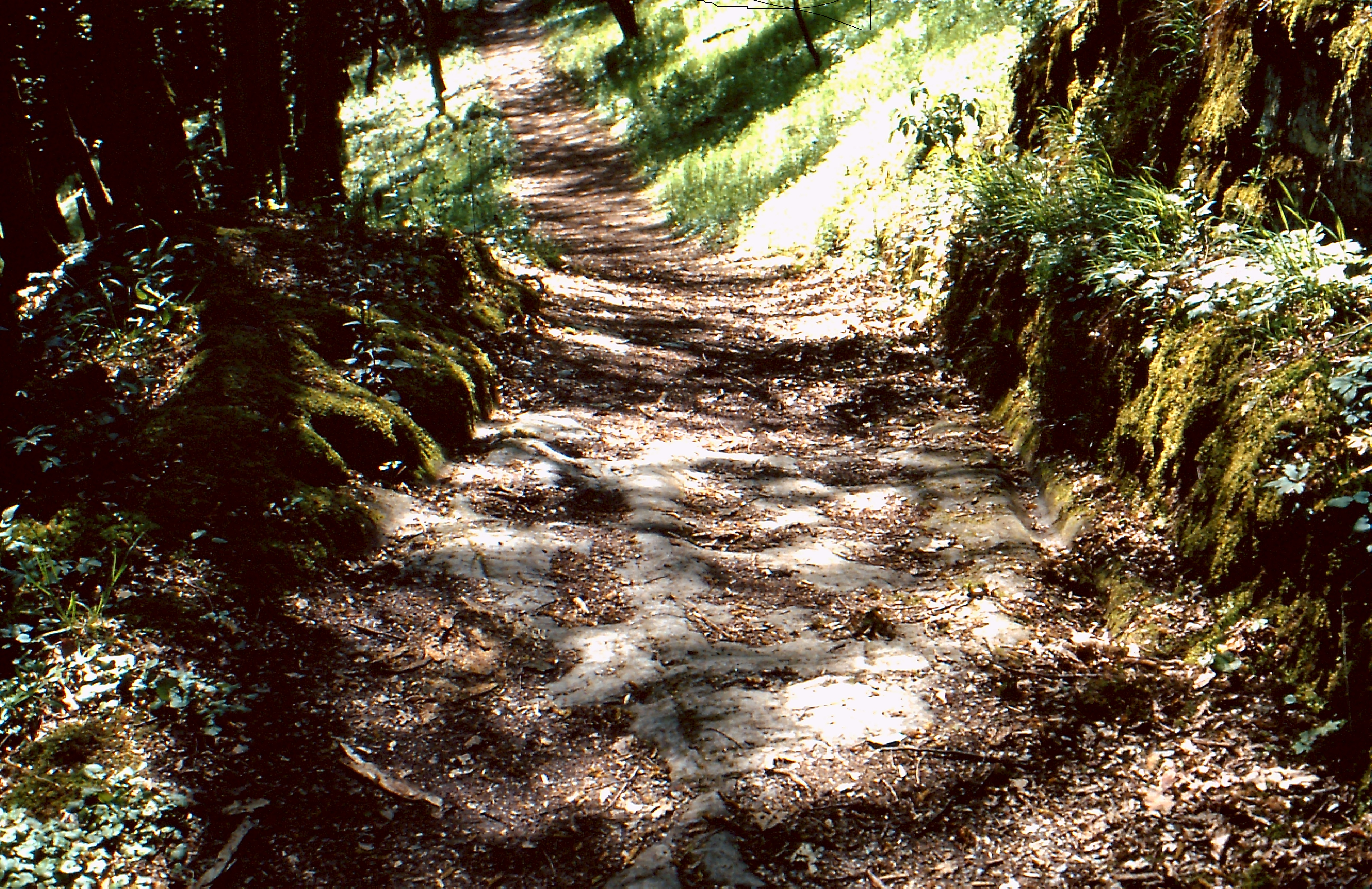
Alter Fuhrweg unterhalb der Burg Waldeck. Gleisartig eingefahrene Spurrinnen im Fels erinnern an den früheren Fuhrwerksverkehr zur Burg.

Der Saar-Hunsrück-Steig und seine Traumschleifen Murscher Eselsche, Baybachklamm, Rabenlay und Oberes Baybachtal verlaufen jeweils einige Kilometer im Bachtal. Ein nicht für Fahrräder geeigneter Wanderweg führt über die Bachhänge durch das Tal und die Klamm; die Schmausemühle bietet Einkehrmöglichkeit. Die Jugendburg Waldeck und die daneben liegende Jugendbildungsstätte der Arbeitsgemeinschaft Burg Waldeck ABW bei Dorweiler sind z. B. ein Einfallstor zum Baybachtal oder auch der Parkplatz in Schloss Reifenthal bei Thörlingen an der B327 (Hunsrückhöhenstraße). Seit 1920 bis heute ist das Baybachgebiet für den Nerother Wandervogel und andere bündische Gruppen ein beliebtes Fahrtenziel. Der Schriftsteller Werner Helwig schildert in seinem biographischen Buch Auf der Knabenfährte seine hier verbrachten Jugendjahre und schrieb und vertonte auch das Baybach-Lied.